# Chiesa di Santa Giuliana (Caponago)
La chiesa di Santa Giuliana è la parrocchiale di Caponago, in provincia di Monza e Brianza ed arcidiocesi di Milano; fa parte del decanato di Vimercate.

## Storia
La prima citazione di una chiesa a Caponago si ritrova nel Liber Notitiae Sanctorum Mediolani, scritto sul finire del XIII secolo da Goffredo da Bussero, nel quale si legge che essa era filiale della pieve di Vimercate; un'analoga situazione è confermata nella Notitia cleri del 1398.

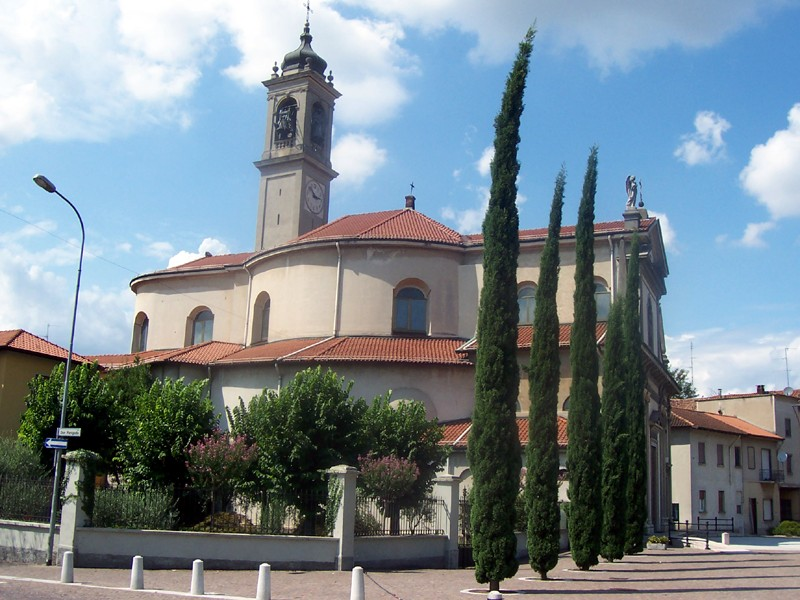
Il fianco della chiesa

Nel 1581 l'arcivescovo di Milano Carlo Borromeo, compiendo la sua visita pastorale, trovò che la chiesetta versava in pessime condizioni, che era alquanto angusta e che non era dotata né del fronte battesimale né nella sagrestia; allora, il presule esortò la facoltosa famiglia Seregni a provvedere alle spese per la costruzione di una chiesa di maggiori dimensioni.
Nel 1738 iniziarono i lavori di realizzazione della nuova parrocchiale, disegnata da Carlo Giuseppe Merlo; l'edificio, che andò ad inglobare il presbiterio e il coro della vecchia chiesa, fu terminato nel 1742, anche se la facciata venne completata più tardi.
Dalla relazione della visita pastorale del 1756 dell'arcivescovo Giuseppe Pozzobonelli s'apprende che i fedeli erano 546 e che all'interno della chiesa avevano sede le confraternite del Santissimo Sacramento, del Santissimo Rosario e della Dottrina Cristiana; il campanile fu eretto invece nel 1783.

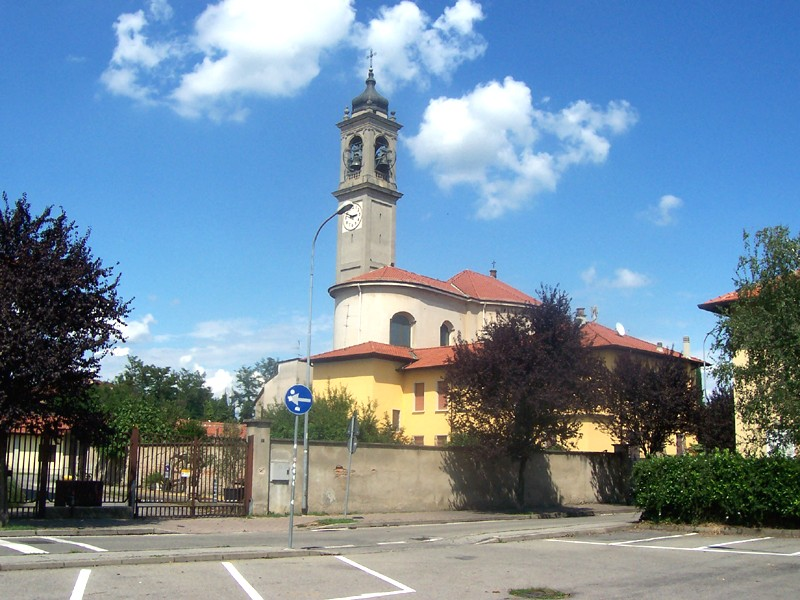
Il retro della chiesa

Tra il 1894 e il 1896 l'interno dell'edificio fu oggetto di una risistemazione, in occasione del quale l'organo venne parzialmente rifatto.
Nel 1900 l'arcivescovo Andrea Carlo Ferrari annotò che il beneficio era pari a 660 lire, che i fedeli erano 2052 e che la parrocchiale, in cui aveva sede la confraternita del Santissimo Sacramento, aveva come filiali le cappelle di Santa Maria del Carmine e di San Carlo Borromeo.
Nel 1933 iniziarono i lavori di ampliamento della navata, portati poi a compimento nel 1940.

## Descrizione

### Facciata
La facciata della chiesa, a salienti, è suddivisa da un cornicione in due registri, entrambi scanditi da lesene; quello inferiore, più largo, presenta i tre portali d'ingresso, mentre quello superiore, coronato da un doppio timpano triangolare, è caratterizzato da una nicchia all'interno della quale è collocata una statua bronzea raffigurante Santa Giuliana Vergine e Martire.

### Interno
L'interno dell'edificio, a pianta ellittica, è composto da tre navate separate da pilastri; di queste la centrale presenta volta a botte e le laterali soffitti piani. Al termine dell'aula si sviluppa il presbiterio, in cui è collocato l'altare post-conciliare.